# 二硫化铪
二硫化铪是一种无机化合物，化学式为HfS2，是一种层状的二硫化物。通过胶带法（参见石墨烯的制备）可以将其剥离数个原子层的厚度，用于制造场效应晶体管。液相剥离法也可高产率地得到HfS2薄片。它可由硫化氢和氧化铪在500–1300 °C反应得到。
HfO2+2 H2S→HfS2+H2O